# 6794 Masuisakura
A 6794 Masuisakura (ideiglenes jelöléssel 1992 DK) a Naprendszer kisbolygóövében található aszteroida. Atsushi Sugie fedezte fel 1992. február 26-án.